# Schlacht von Swischtow
Zimnicea – 
Nikopol – 1. Schipkapass  –  Elena – 2. Schipkapass – Plewen – Lowetsch – 3. Schipkapass – Zivin – Kızıl Tepe – Aladscha – Gorni-Dubnik – Kars – Taschkesen – 4. Schipkapass – Plowdiw

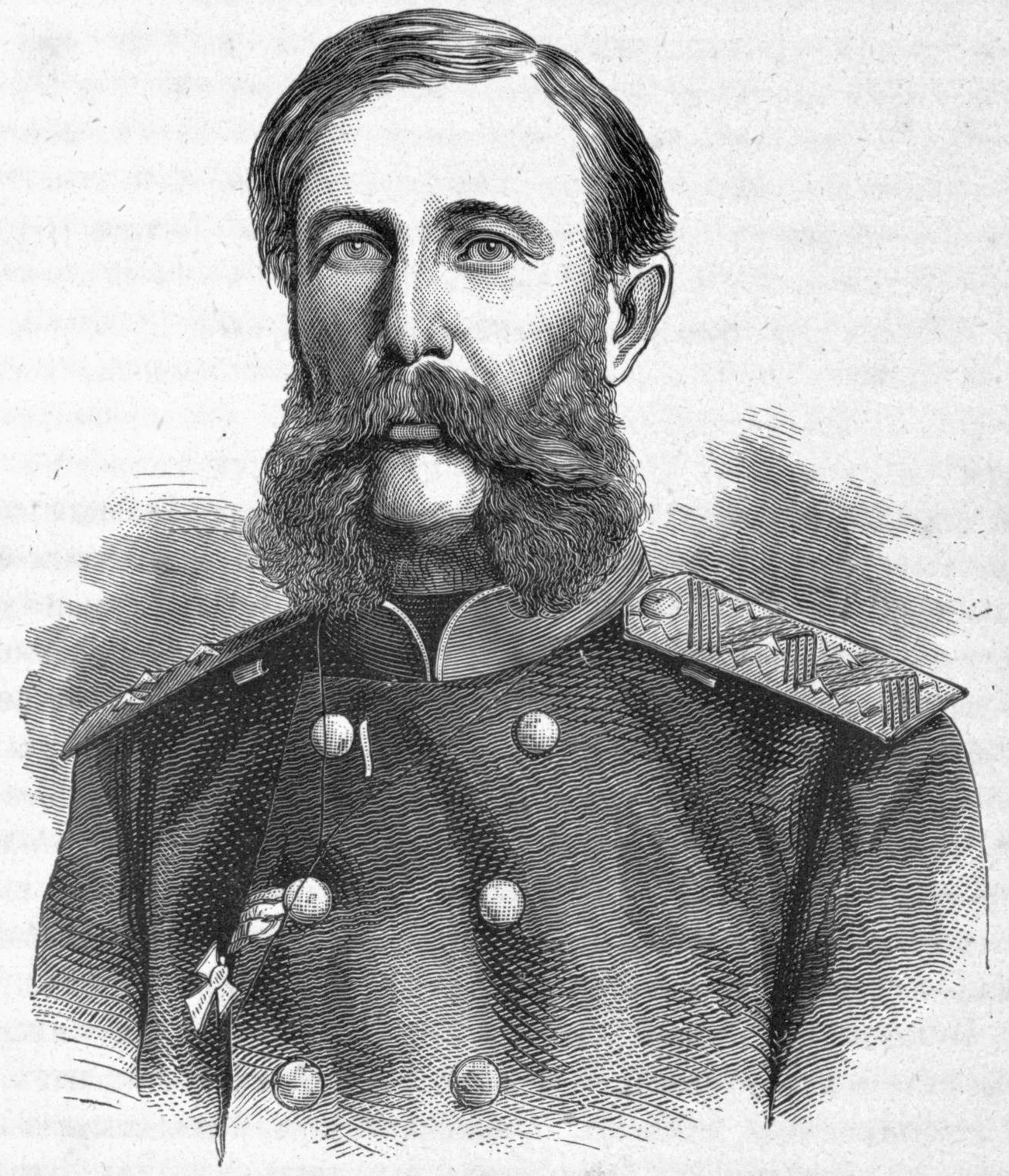
General der Infanterie Fjodor Radezki

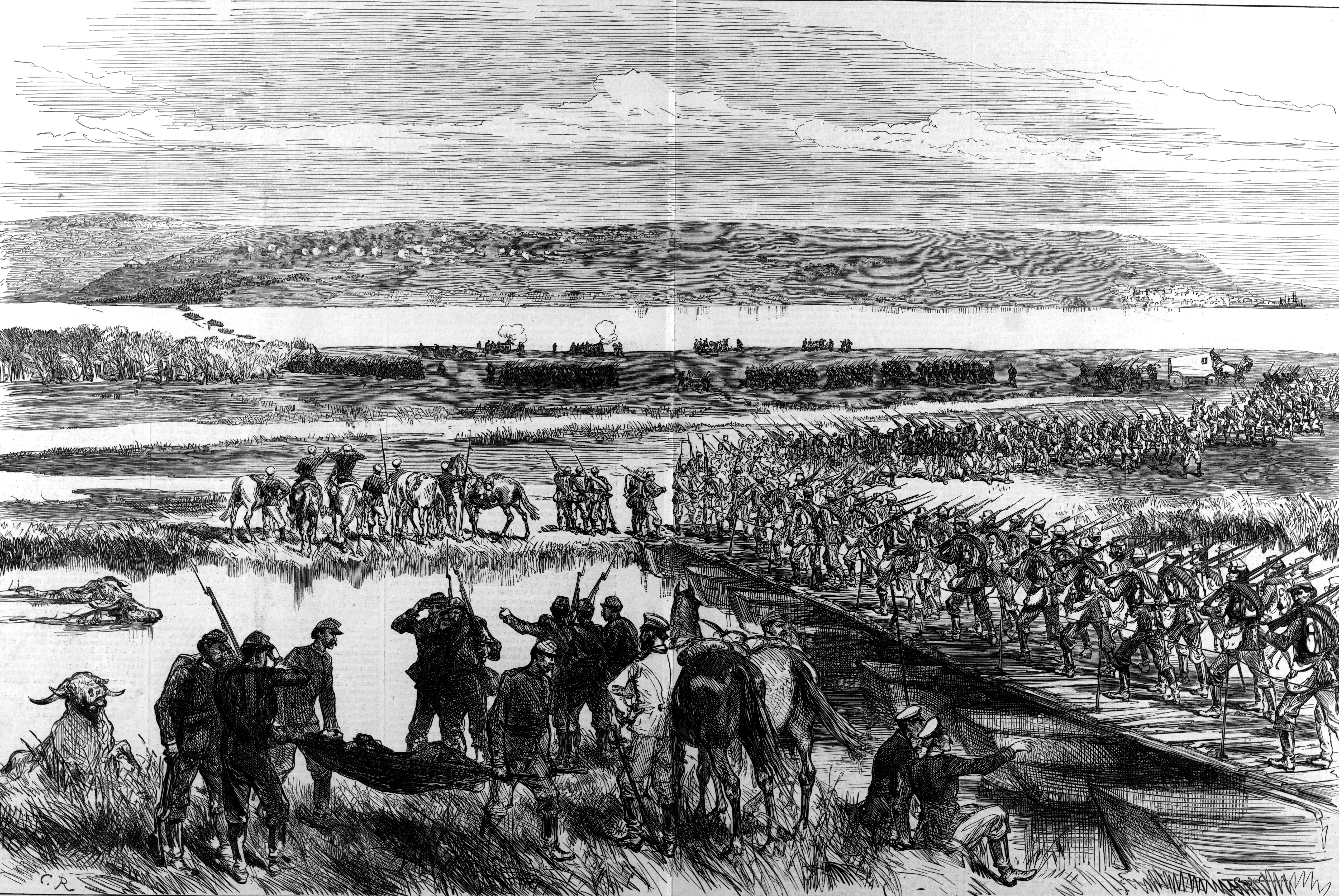
Die russische Armee überquert die Donau

Der Donau-Übergang von Swischtow fand am 26. und 27. Juni 1877 im Rahmen des Russisch-Osmanischen Krieges bei Swischtow an der Donau statt und erfolgte nur unter schwacher Gegenwehr der türkischen Verteidigung. Es handelte sich um das erste größere infanteristische Kriegsereignis auf dem Balkan.

## Vorgeschichte
Am 24. April 1877 erfolgte die Kriegserklärung des Russischen Reiches an die Hohe Pforte, in Bessarabien erfolgten erste Truppenbewegungen. Im Raum Galați und Brăila hatte das russische XIV. Armeekorps unter General Zimmermann am 22. und 23. Juni mit Kähnen über die Donau gesetzt und besetzte bis 26. Juni Isaktscha, Tulcea und Hârșova. Zuvor konnten die auf der Donau patrouillierenden Monitore der Osmanen versenkt werden. Die Lufti Gelil explodierte am 11. Mai im Unterlauf der Donau nahe der rumänischen Festung Brăila. An der Donaumündung wurde eine Minensperre errichtet, die osmanische Verstärkung über das Schwarze Meer unterband.

## Verlauf

### Der Donau-Übergang bei Zimnicea-Swischtow
Unter Oberbefehl des Großfürsten Großherzog Nikolaus begann am 26. Juni der Übergang der Donau bei Zimnicea. Das XIII. Korps rückte mit der 35. Infanterie-Division voraus, von Alexandria nach Piatra. Um den Gegner die eigenen Leute über den Übergangspunkt zu täuschen, wurde die 9. Infanterie-Division von Alexandria nach Piatra in den Raum nordwestlich von Zimnicea dirigiert. Das XII. Armeekorps mit der zugeteilten bulgarischen Legion wurde nach Broska vorgezogen. Das IX. Korps sollte zunächst als Tete der Armee am Übergangs-Punkt bei Flămânda konzentrieren und sich nach seiner Ankunft in Segarcia nach Siaka wenden. Um den Gegner über den beabsichtigten Haupt-Übergang bei Zimnecea im Zweifel zu lassen, hatten das XI. Korps bei Giurgevo und das IX. Corps bei Turnu Übergangs-Demonstrationen zu unternehmen. Um die Ablenkungs-Abschnitte stärker zu manifestieren, hatten die Ufer-Batterien bei Giurgevo und bei Turnu, ab 24. und 25. Juni ein andauerndes Bombardement zu unterhalten.
Zar Alexander II. hielt sich am 26. Juni mit seiner ganzen Suite auf einem Hügel bei Turnu auf, wo man ihm in allen Details den Plan für den Übergang des IX. Corps zum Übergang bei Turnu-Flamanda erklärte. Erst am Abend als das Hauptquartier von Slatina nach Dracea wechselte, teilte ihm der Großfürst mit, dass der ganze Vorgang bei Flamanda eine Täuschung war und der eigentliche Übergang bei Zimnicea (25 km donauabwärts) erfolgen sollte.
Von Zimnicea kommend, erfolgte dann am 26. Juni die erste Landung des VIII. Armeekorps unter General Fjodor Radezki mit Ruderbooten und Prahmen. Zuerst landete die 14. Infanterie-Division unter General Dragomirow, der in einer Ansprache vor seinen Soldaten meinte: Soldaten, entweder überquert ihr die Donau oder ihr geht in ihr unter !  Der folgende Kampf um den Besitz des Brückenkopfes von Swischtow dauerte von 3 Uhr früh bis 2 Uhr Nachmittag, also volle 11 Stunden. Als der Brückenkopf gefestigt war, wurden weitere Fahrten mit einem Dampfer und zwei Leichtern durchgeführt. Die Russen konnten am 27. Juni 1877 die Stadt Swischtow besetzen.
Russische Pioniertruppen unter Generalmajor Alexander Depp bauten in den folgenden Tagen 2 Pontonbrücken bei der Insel Buzhiresku über die Donau. Der Brückenbau war am 3. Juli abgeschlossen und gesichert, über diese erfolgte dann bis 6. Juli der Übergang der russischen Armee:
- Dem VIII. Armeekorps folgten die 4. Schützen-Brigade, das Bulgarische Freiwilligen-Korps (Opaltschenzi/опълченци) und mehrere vereinigte Kosaken-Sotnien.
- IX. Armeekorps, (5. und 31. Division), Generalleutnant Baron Nikolai von Krüdener

### Aufnahme des Vormarsches
- Das XIII. Armeekorps (1. und 35. Division), General der Infanterie Alexander Baron von Hahn stand seit dem 2. Juli komplett auf dem rechten Donau-Ufer —
- das XII. Armeekorps (12. und 33. Division), Großfürst Wladimir Alexandrowitsch langte im Lauf des 3. und 4. Juli bei Zimnicea an, um in den nächsten Tagen den Donau-Übergang zu bewirken. Unter dem Kommando des russischen Thronfolgers Alexander Alexandrowitsch wurde mit den beiden letztgenannten Korps eine „Armee-Abteilung Ost“ etabliert.

Bis zum 16. Juli waren des Weiteren folgende Infanterie-Korps als Verstärkung nach Rumelien übergesetzt:
- IV. Armeekorps (16. und 30. Division), Generalleutnant Pawel Dmitrijewitsch Zotow, die 30. Division, welche sich mit der Tete noch nach Bukarest bewegte, erhielt Weisung den Marsch gegen Giurgevo zu vollziehen.
- XI. Armeekorps (11. und 32. Division), Generalleutnant Alexei Iwanowitsch Schachowskoi

### Beginn der folgenden Operationen
Die russischen Kräfte teilten sich für die weiteren Operationen in Rumelien fächerartig auf:
- Die Avantgarde unter General Gurko zog südwärts zum Schipkapass, den er am 17. Juli erreichte.
- General Krüdener bewegte sich mit seinem IX. Korps westwärts in Richtung zur Festung Nikopol. Dort kam es am 16. Juli zur Schlacht von Nikopol und infolge am 20. Juli zur ersten Schlacht von Plewna.
- General Schuwalow mit der 2. Garde-Infanteriedivision zog südwärts, um einen weiteren Balkan-Pass in die Hand zu bekommen, dort kam es am 12. Juli zur Schlacht von Elena.
- Mit der zugeteilten 12. Kavallerie-Division voraus, wurde die „Ostarmee“ des russischen Thronfolgers über Bjela zum mittleren Jantra-Abschnitt gesandt, um einerseits mit dem XII. Korps gegen Rustschuk vorzurücken, andererseits mit dem XIII. Korps gegen die Festung Schumla hin, eine Front aufzubauen. Die 13. und 8. Kavallerie-Division übersetzten die Jantra bei Radau oberhalb Bjela und deckten im Raum Osman-Bazar die östliche Flanke des in der mittleren Armeegruppe gegen Tarnowo vorrückenden VIII. Armeekorps.
- In der Dobrudscha begann nach dem Donau-Übergang bei Măcin am 4. Juli das unabhängig operierende russische XIV. Armeekorps (17. und 18. Division) den Vormarsch zum sogenannten Trajanswall zwischen Hârșova – Cernavodă bis zur Küste des Schwarzen Meres.

## Rezeption
- Die Helden vom Schipkapaß (Геройте на шипка), russisches Heldenepos (1954), 115 min. von Sergei Wassiljew